# Nam Hka
Nam Hka är ett vattendrag i Kina, på gränsen till Burma. Det ligger i provinsen Yunnan, i den sydvästra delen av landet, omkring 570 kilometer sydväst om provinshuvudstaden Kunming.
Genomsnittlig årsnederbörd är 1 666 millimeter. Den regnigaste månaden är juli, med i genomsnitt 427 mm nederbörd, och den torraste är februari, med 2 mm nederbörd.